# Adamivka, Kalînivka
Adamivka (în ucraineană Адамівка) este un sat în comuna Lemeșivka din raionul Kalînivka, regiunea Vinnița, Ucraina.

## Demografie
Componența lingvistică a localității Adamivka
     Ucraineană (100%)
Conform recensământului din 2001, toată populația localității Adamivka era vorbitoare de ucraineană (100%).